# Camping (film fra 1990)
 For alternative betydninger, se Camping (flertydig). (Se også artikler, som begynder med Camping)
Camping er en dansk komediefilm fra 1990 af den nu afdøde instruktør Sune Lund-Sørensen og produceret af Nordisk Film med støtte fra Det Danske Filminstitut under 50/50-ordningen. Manuskriptet er skrevet af brødrene Ray og Andrew Galton.
På rollelisten er en lang række kendte danske skuespillere med Søren Pilmark og Per Pallesen i hovedrollerne, samt norske skuespiller og komiker Rolv Wesenlund, som også kendt fra den populære TV-serie Fleksnes, og bl.a. Kirsten Norholt, Søren Østergaard og Ole Thestrup.

## Biograf, TV og Dvd
Filmen blev vist i 22 danske biografer på premiere-dagen den 9. februar 1990.
TV-premieren kom den 23. november 1994 da TV 2 viste filmen. Den 11. december blev den genudsendt. Senest har danske dk4 vist filmen 7 gange i perioden fra 19. januar 2002 til 19. juli 2004.
14 ½ år efter biograf-premieren og 3 uger efter sidste visning på tv-stationen dk4, blev den 4. august 2004 udgivet på Dvd.

## Handling
Iværksætteren Per (Pallesen) etablerer en campingplads tæt på København. Uheldigvis for ham er det netop på dette sted at bankrøveren Søren (Pilmark) er på jagt efter et bytte for et stort røveri. Den helt store skattejagt går ind på campingpladsen efter at bankrøveren tager hans familie med på camping, og den norske campist Leif Fridorf Amundsen (Wesenlund) blander sig.

## Medvirkende
- Per Pallesen (Per)
- Søren Pilmark (Søren, bankrøver)
- Kirsten Norholt (Anita, Sørens kone)
- Rolv Wesenlund (Leif Fridorf Amundsen, norsk campist)
- Claire Davenport (Engelsktalende tysk dame)
- John Savident (Hendes mand)
- Laus Høybye (Kurt, Jørgens søn)
- Don Warrington (Mombassa, afrikansk ambassadør)
- Troels II Munk (Jørgen)
- Katrine Jensenius (Jørgens kone)
- Jeanne Boel (Cykelpige)
- Maria Savery (Cykelpige)
- Tom McEwan (Skotsk campist)
- Axel Strøbye (Viborg, kraftværkschef)
- Søren Østergaard (Erik, hans assistent)
- Mie Glockmann (Anitas datter)
- Rune Arbro (Anitas søn)
- Natascha Holgersen (Anitas datter)
- Else Petersen (Ældre kone)
- Gyrd Løfqvist (Olaf, ældre kvindes mand)
- Ole Thestrup (Fængselsbetjent)
- Kristina Ibler (Christina)
- Grazielle Jespersen (Anitas datter)